# Ida Botti Scifoni
Ida Botti Scifoni (Roma, 1812-Florència, 1844) va ser una pintora italiana deixebla de Silvagni; va executar gran nombre de retrats, obres històriques, obres sacres i també obres de gènere. Va contreure matrimoni amb l'escriptor Filipo Scifoni, i va tenir un sol fill, anomenat Anatolio, que va seguir els passos de la seva mare. Algunes de les seves obres són: 
- María Mercedes de Bonilla
- Matilde Bonaparte-Densidoff
- Citano romà
- Erminia
- San Francisco Javier
- La Verge amb el Nen
- Santa Filomena